# Holzfällersteak

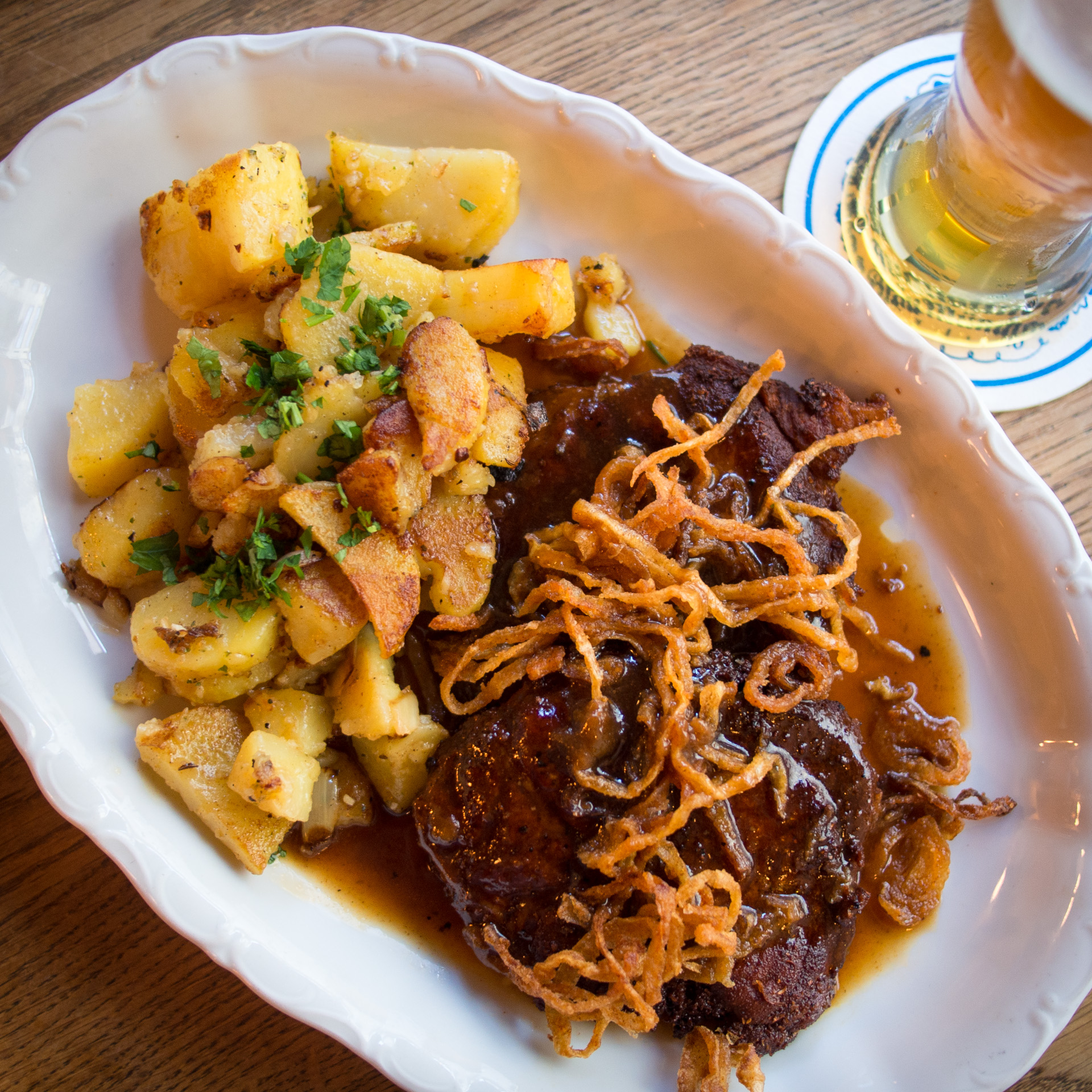
Holzfällersteak, hier mit Zwiebeln und Bratkartoffeln

Als Holzfällersteak wird ein Steak bezeichnet, das aus dem Nacken oder der Schulter des Schweins geschnitten wird. Die Schwarte wird, ebenso wie der Innenknochen, am Fleisch belassen. Die Schwarte erhöht den Fettanteil des Steaks, wodurch das Fleisch während des Bratens weniger austrocknet und sich vor allem zum Grillen eignet.
Neben Pfeffer und Salz finden sich auch Varianten, die entweder mit Majoran, Knoblauch, gemahlenem Kümmel oder häufig auch Paprikapulver gewürzt werden.
Meist wird das Holzfällersteak mit gebratenen Zwiebeln serviert.